# 수조권
수조권(收租權)은 대상(주로 토지)으로부터 세금을 거둘 수 있는 권리를 의미한다. 

## 개요
현대의 국가의 경우 대부분 수조권을 국가가 장악하여 징수하고 있으나, 전통시대의 경우 행정적인 능력의 미비로 인하여 관리들에게 관직의 복무로 인한 대가를 일정 지역 농토의 수조권을 주어 관리가 직접 징수하는 형태를 보이고 있다. 주로 역사에서는 소유권(所有權)과 자주 비교되어 사용된다. 